# Terapia eziologica
La terapia eziologica (o terapia etiologica) è una terapia diretta a rimuovere la causa di una determinata malattia (da eziologia). Gli esempi più esplicativi sono:
- la terapia antibiotica nelle infezioni batteriche,
- la terapia antivirale in alcune patologie virali,
- la rimozione di un tumore (maligno)
- la correzione chirurgica di una malformazione o di una alterazione anatomica o funzionale

In particolare il termine "terapia eziologica" si contrappone a quello di terapia palliativa. Quest'ultima infatti viene messa in atto quando non è possibile eliminare la causa di un determinato sintomo e si interviene quindi solo per ridurre il disturbo. Esempio tipico di terapia palliativa è la somministrazione di antidolorifici ad un paziente il cui dolore è causato da un tumore maligno che non può essere eliminato.